# 春浦站
春浦站（：／ Chunpo yeok */?）曾为韩国铁路全罗线上的一个车站，位于全罗北道益山市春浦面德实里，已于2011年废止。

## 历史
- 1914年11月17日，落成使用，名称为大场站（대장역）。
- 1996年6月1日，改为现行名称「春浦站」[1]。
- 2011年5月13日，停止使用。